# Six Feet Under
Six Feet Under (с англ. — «На глубине шести футов», в переносном смысле «похороненный») — американская метал-группа, играющая в стиле «грув-дэт-метал». Поначалу имела статус стороннего проекта вокалиста Криса Барнса из Cannibal Corpse и гитариста Аллена Веста из Obituary.

## История
В 1995 году с экс-басистом Death Терри Батлером и барабанщиком Грегом Голлом они записали альбом Haunted. Группу подписал лейбл Metal Blade, но и отдал в их распоряжение студию Morrisound и продюсеров Брайана Слэджела и Скотта Бернса. Дебютник содержал традиционный дэт-набор из брутальных риффов и стандартных текстов про смерть, убийства и т. д., но отличался от творчества Cannibal Corpse некоторой замедленностью темпа. Благодаря туру в поддержку альбома, его тиражи достигли 35000 экземпляров.
Некоторые вещи, записанные во время гастролей, попали на мини-альбом Alive and Dead, вышедший в 1996 году. Этот релиз также содержал парочку новых треков и кавер-версию «Grinder» Judas Priest. Между тем, отношения в первой команде Барнса накалились до предела, в результате чего тот расстался со своими коллегами и полностью посвятил себя новому проекту. Серьёзной студийной работой музыканты смогли заняться лишь в 1997 году, поскольку Вест был задействован на сессиях с Obituary.
Спустя некоторое время после выхода Warpath Аллен всё-таки расстался с Six Feet Under, а его место занял Стив Суонсон из другой дэт-метал-группы, Massacre. Появление нового гитариста благополучно отразилось на качестве продукции SFU, и следующий альбом получил очень хорошие отклики в металлических кругах. Maximum Violence содержал такие полюбившиеся фанам вещи как «No Warning Shot» и «Torture Killer», а тираж диска превысил стотысячный рубеж. В качестве промоушна последовало успешное турне в компании с Danzig, а также участие команды в 2000 Vans Warped Tour. Если на Maximum Violence присутствовала лишь одна чужая композиция («War Machine» от Kiss), то в 2000 году команда решила записать целый альбом каверов, Graveyard Classics, куда вошли композиции таких коллективов как Scorpions, AC/DC, Black Sabbath, Exodus, Savatage, Venom, Accept, Angel Witch, Deep Purple,Sex Pistols, Dead Kennedys, Джими Хендрикса.
В следующем году Six Feet Under ещё больше удивили фанатов, позвав в качестве гостя на один из треков нового альбома рэпера Айс-Ти. Также на True Carnage впервые прозвучал смешанный дэт-дуэт Криса Барнса и Карин Крайзис из Crisis. Работа имела коммерческий успех в Европе, попав в чарты в Германии и Австрии.
Почти весь 2002 год команда провела на североамериканских и европейских гастролях, катаясь в компании с различными бандами, такими как Skinless, Marduk, Kataklysm и др. Когда музыканты вновь собрались в студии, им удалось записать один из самых успешных своих альбомов, Bringer of Blood. На следующий год Six Feet Under вновь занялись каверами, но на этот раз довольно своеобразно — под маркой Graveyard Classics 2 они перезаписали весь альбом AC/DC Back in Black.
Весной 2005-го на свет появился новый студийник («13») с оригинальным материалом, ограниченное издание которого сопровождалось бонусным диском Live San Francisco 2002. Осенью того же года вышел бокс-сет A Decade in the Grave (4 CD + 1 DVD), в которые вошли лучшие треки, а также демо и концертные записи. Сделав небольшой перерыв, Six Feet Under вернулись к концертной деятельности, а весной 2007-го выпустили очередной альбом, Commandment.
24 декабря 2007 года группа на своём веб-сайте объявила, что в начале 2008 года отправится в студию для записи нового, восьмого по счёту, студийного альбома. Альбом Death Rituals был выпущен 11 ноября 2008 года.
1 февраля 2011 года Крис Барнс на официальном сайте SFU объявил о том, что басист Терри Батлер и барабанщик Грег Голл покинули группу. Крис пишет:

Наши давние друзья и сотрудники Терри Батлер и Грег Голл приняли решение отделиться от SFU. Стив Суонсон и я благодарны им за весело проведённые вместе годы и желаем удачи на их музыкальном пути.
…
Я гарантирую всем фанатам SFU, что группа в новом составе будет дэт-металической силой, пополненной долгожданным чертовски брутальным барабанщиком, с риффами, способными разорвать вас на части, и вокалом а-ля 1993—1995 годы.

Уже 3 февраля Крис Барнс сообщил о присоединении к SFU барабанщика Кевина Толли (Dååth, Decrepit Birth, Dying Fetus, Chimaira), а 27 февраля — о новом, втором гитаристе, Робе Арнолде (Chimaira).
14 февраля 2012 года на официальном сайте появилась долгожданная новость: состав SFU пополнил басист, достойный заменить Батлера. Этим музыкантом стал басист-виртуоз Джефф Хьюэлл (Brain Drill, Vile, Jeff Hughell), играющий на семиструнном басу Conklin. Теперь, в полном составе, группа планирует выпустить новый альбом.
В мае 2012, Six Feet Under заявили о принятии в свои ряды нового гитариста. Им стал швед Ола Инглунд (Feared, Scarpoint). Первое выступление Ола провёл с группой в рамках «18 Nights Of Blood Tour», заменив выбывшего участника Роба Арнольда (Chimaira).
В мае 2013 Кевин Толли уступает место за ударной установкой Марку Питруцелла (ex-Brain Drill).

## Состав

### Текущий состав
- Крис Барнс — вокал (1993—наши дни)
- Джефф Хьюэлл — бас-гитара (2012—наши дни)
- Марко Питруцелла — ударные (2013—наши дни)
- Рэй Сахи — гитара (2015—наши дни)
- Джек Оуэн — гитара (2017—наши дни)

### Бывшие участники
- Аллен Вест — гитара (1993—1998)
- Грег Голл — ударные (1993—2011)
- Терри Батлер — бас-гитара (1993—2011)
- Стив Суонсон — гитара (1998—2016)
- Мэтт Деврис — бас-гитара (2011—2012)
- Роб Арнольд — гитара (2011—2012)
- Кевин Толли — ударные (2011—2013)
- Ола Инглунд — гитара (2012—2013)
- Брэндон Эллис — гитара (2014—2015)
- Фил Халл — гитара (2014—2015)
- Джош Халл — ударные (2014—2016)
- Виктор Брандт — бас-гитара (2015)
- Джефф Голден — бас-гитара (2016, 2019)

## Дискография
| Студийные альбомы - Haunted (1995) - Warpath (1997) - Maximum Violence (1999) - True Carnage (2001) - Bringer of Blood (2003) - 13 (Альбом Six Feet Under) (2005) - Commandment (2007) - Death Rituals (2008) - Undead (2012) - Unborn (2013) - Crypt of the Devil (2015) - Torment (2017) - Nightmares of the Decomposed (2020) - Killing for Revenge (2024) | Кавер-альбомы - Graveyard Classics (2000) - Graveyard Classics II (2004) - Graveyard Classics III (2010) - Graveyard Classics IV: The Number Of The Priest (2016) Мини-альбомы - Alive and Dead (1996) - Unburied (2018) Видеоальбомы - Maximum Video (2001) - Double Dead (2002) - Live with Full Force (2004) - Wake the Night! Live in Germany (2011) |